# Juan Carlos Cremata Malberti
Juan Carlos Cremata Malberti (L'Avana, 18 novembre 1961) è un regista e sceneggiatore cubano.

## Biografia
Si è laureato nel 1986 in Teatro e Drammaturgia all'Istituto superiore dell'arte dell'Avana, per poi continuare gli studi alla Scuola Internazionale del Cinema di San Antonio de los Baños, dove si è laureato nel 1990. È stato docente di montaggio cinematografico all'Università di Buenos Aires e di regia cinematografica al Centro di sperimentazione di cinema e video di Buenos Aires.
Il suo film più conosciuto è Viva Cuba, vincitore di più di 30 premi nazionali e internazionali, come il "Grand Prix Écrans Juniors" del Festival di Cannes nel 2005.

## Filmografia
- Diana (1988) - Documentario
- Oscuros rinocerontes enjaulados (muy a la moda) (1990) - Cortometraggio
- Nada mas (2001)
- Viva Cuba (2009)
- El premio flaco (2009)
- Chamaco (2010)
- Contigo pan y cebolla (2012)